# Vaccinium kingdon-wardii
Vaccinium kingdon-wardii är en ljungväxtart som beskrevs av Hermann Sleumer. Vaccinium kingdon-wardii ingår i Blåbärssläktet, och familjen ljungväxter. Inga underarter finns listade i Catalogue of Life.